# San Diego Trolley
De San Diego Trolley is het lightrailnet in de Amerikaanse stad San Diego. Het normaalsporige netwerk met semimetro kenmerken, heeft een lengte van 109,3 kilometer en wordt door San Diego Trolley, Inc. geëxploiteerd.

## Geschiedenis
De eerste paardentram reed in 1886 en al in 1887 werd gestart met de eerste elektrische tramlijn, uiteindelijk werd het tramnet in 1949 opgeheven. In 1981 werd een tweede tramnet geopend wat het eerste nieuwe netwerk in de Verenigde Staten na 1945 was.

## Netwerk
Het netwerk bestaat uit (in 2025) vier lijnen, te weten de Blue Line, Orange Line, Green Line en de Copper Line. Daarnaast is er de historisch getinte Silver Line.

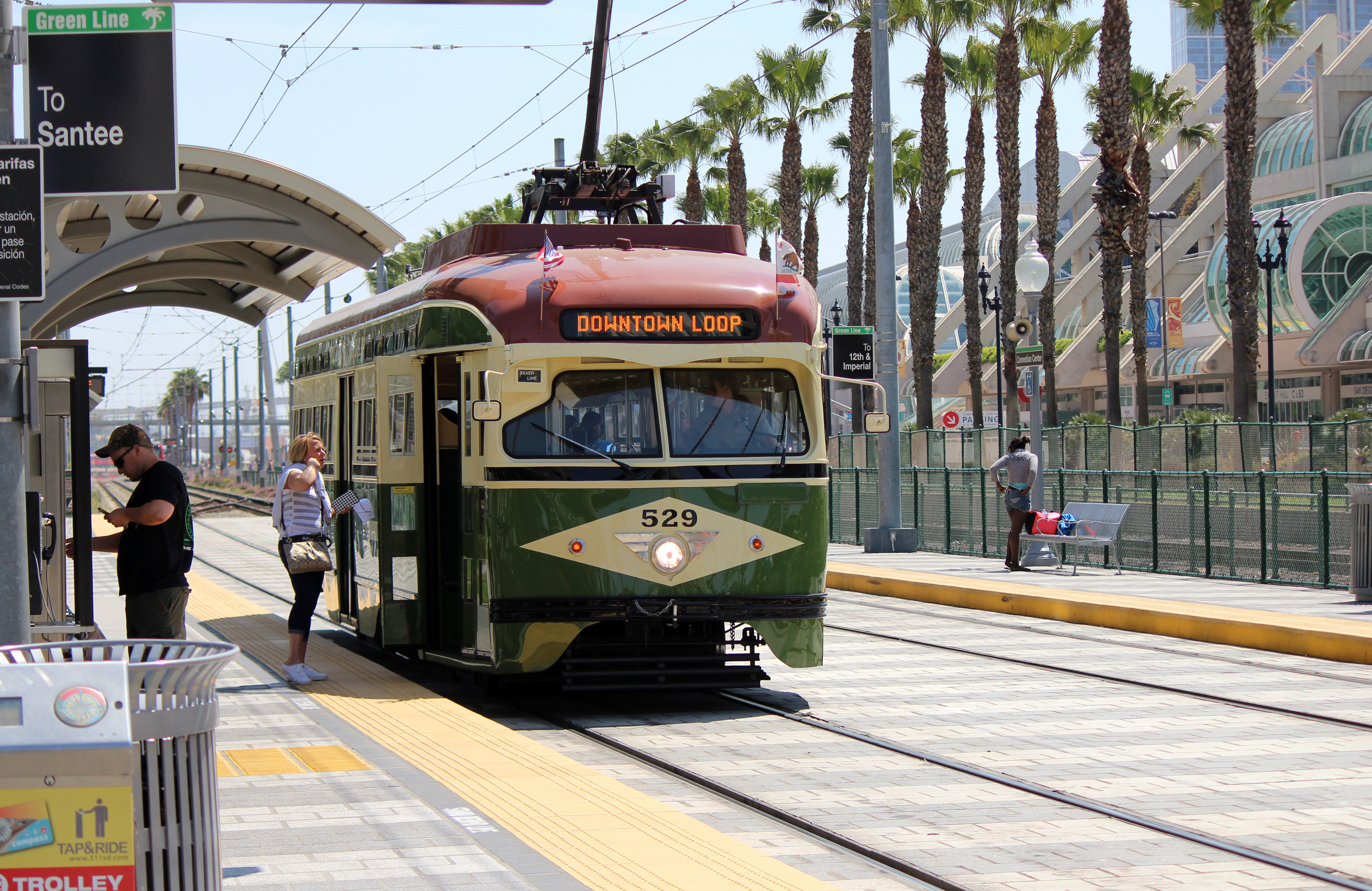
Gerenoveerde PCC.

## Materieel
In San Diego is het gebruikelijk om voor elk nieuw tramtype de naam van de fabrikant te gebruiken met voor elk nieuw type. Het overzicht is van 2025: het gaat in alle gevallen om zesassers met een lage vloer, behalve de museumvloot.

### Huidig
- Siemens S70 In 2005 werden door Siemens 11 stuks geleverd.
- Siemens S70 US In 2011 werden door Siemens 65 stuks geleverd, US staat voor Ultra Short.
- Siemens S700 US Tussen 2019 en 2024 werden door Siemens 92 stuks geleverd, US staat voor Ultra Short.

### Voormalig
- Duewag-Siemens U2 Tussen 1981 en 1989 werden 71 stuks geleverd, er is nog een exemplaar in dienst op de Silver Line.
- PCC-car Uit San Francisco zijn twee exemplaren overgenomen voor gebruik op de Silver Line.